# خضر بيغ
خضر بيغ هي قرية في مقاطعة كوهسرخ، إيران. عدد سكان هذه القرية هو 1,158 في سنة 2006.